# Arbiblatta chavesi
Arbiblatta chavesi är en kackerlacksart som först beskrevs av Bolívar 1898.  Arbiblatta chavesi ingår i släktet Arbiblatta och familjen småkackerlackor. Inga underarter finns listade i Catalogue of Life.